# Milan Kučan
Milan Kučan (Križevci, 14 de gener del 1941) és un polític i estadista eslovè. Va ser el primer President de la República d'Eslovènia. Va ocupar el càrrec entre el 1991 i el 2002.
El 1958, quan tenia 17 anys, es va afiliar a la Lliga dels Comunistes d'Eslovènia, i es va dedicar a la política d'ençà que el 1963 es va llicenciar en Dret. El 1986 va passar a ser el cap del Presídium del Comitè Central eslovè, on va impulsar un corrent que treballava per la democratització del país i que va acabar aconseguint el reconeixement dels partits polítics. Kučan va ser el líder del comunistes fins al 1989, quan el partit va esdevenir el Partit de Reforma Democràtica. Va ser president el 1991 i va romandre al càrrec fins al 2002.
El gener de 2021, fou una de les 50 personalitats que signar el manifest «Dialogue for Catalonia», promogut per Òmnium Cultural i publicat a The Washington Post i The Guardian, a favor de l'amnistia dels presos polítics catalans i del dret d'autodeterminació en el context del procés independentista català. Els signants lamentaren la judicialització del conflicte polític català i conclogueren que aquesta via, lluny de resoldre'l, l'agreuja: «ha comportat una repressió creixent i cap solució». Alhora, feren una crida al «diàleg sense condicions» de les parts «que permeti a la ciutadania de Catalunya decidir el seu futur polític» i exigiren la fi de la repressió i l'amnistia per als represaliats.

## Premis
- Portugal : Gran Collar de l'Ordre de l'Infante Dom Henrique (2000).
- Croàcia : Cavaller gran creu de l'ordre del rei Tomislav (2001).
- Eslovàquia : Gran creu (o 1 Classe) de l'ordre del White Double Cross (2001).
- Letònia : comandant de la gran creu amb cadena de l'Ordre de Three Stars (2002).
- Polònia : Ordre de White Eagle (2002).
- Estònia : Collar de l'Ordre de la creu de Terra Mariana.
- Dinamarca : Cavaller de l'Ordre de l'Elefant.